# Sistema Estatístico Nacional
O Sistema Estatístico Nacional de Portugal é, desde 1989, composto pelo Conselho Superior de Estatística  e pelo Instituto Nacional de Estatística (INE).
Após a entrada de Portugal para a então CEE, a modernização do Sistema Estatístico Nacional tornou-se imperiosa. O Sistema Estatístico Nacional em geral, e o INE em particular, foram objecto de uma profunda reestruturação que teve como finalidade criar condições para a produção e fornecimento atempados de informação fiável e adequada às necessidades dos utilizadores públicos e privados.
A nova filosofia de gestão incentivou a produção de informação estatística na perspectiva do utilizador, respondendo às necessidades crescentes dos agentes económicos e levando o INE a desempenhar um papel de primeira importância no desenvolvimento económico e social do país. A adopção desta filosofia introduziu grandes alterações na concepção e funcionamento do Sistema.
O CSE passou a integrar e dar voz, não apenas a organismos da administração pública, mas a alargada representação do sector privado, da sociedade civil, do saber universitário. No âmbito das suas amplas competências de orientação e coordenação, foi-lhe também atribuída iniciativa própria para promover a descentralização funcional, propondo delegações de competências do INE noutras entidades públicas.